# Tavi Gevinson
Tavi Gevinson est une blogueuse, rédactrice en chef, journaliste, photographe de mode et actrice américaine née le 21 avril 1996. 
Son blog Style Rookie (traduisez Débutante de la mode), débuté en mars 2008 à l'âge de onze ans, créa un buzz et attira plusieurs millions de lecteurs[réf. souhaitée] et plus de 300 000 followers. Son jeune âge, mais aussi son goût prononcé pour la mode ont intrigué les blogueurs, journalistes, designers et célébrités à travers le monde. 
Style Rookie, où sont publiées des photos d'elle habillée de différentes tenues « totalement décalées » ainsi que des commentaires sur les derniers défilés et les dernières tendances ou, plus récemment à travers son webzine lancé à treize ans, sur le féminisme l'a rendue célèbre dans la milieu de la mode. À treize ans, elle assiste au défilé été 2010 de Marc Jacobs, assise au premier rang, place ordinairement réservée aux journalistes.
Tavi Gevinson contribue en 2010 à créer une ligne de vêtements avec la maison Rodarte destinée aux magasins Target et est également devenue une muse pour certains designers tokyoïtes. 
Elle apparait également dans un article du Vogue américain où elle parle de son séjour à New York et a fait la couverture de Pop Magazine, photographiée par Jamie Morgan dans des créations de Damien Hirst, puis dans une édition du Teen Vogue et du Vogue Paris. Par la suite, la marque de cosmétiques Clinique (en) utilise son image dans des publicités.
Considérée comme une des principales leaders de la mode en ce moment par le Time Magazine ou Forbes, certains l'appellent la « future Anna Wintour ».

## Filmographie

### Cinéma
- 2013 : All About Albert (Enough Said) de Nicole Holofcener : Chloe
- 2016 : Goldbricks in Bloom de Danny Sangra : l'ex de Calvin
- 2017 : Manhattan Stories (Person to Person) de Dustin Guy Defa : Wendy

### Télévision
- 2014 : Parenthood : Lauren (saison 5, épisode 22)
- 2014 : Les Simpson : Jenny (voix - saison 25, épisode 19)
- 2015 : Scream Queens : Feather McCarthy (saison 1, épisode 7)
- 2017 : Neo Yokio : Helena St. Tessero (voix - rôle récurrent)
- 2020 : The Twilight Zone : La quatrième dimension : Maggie (saison 2, épisode 7)
- dès 2021 : Gossip Girl : Kate Keller (rôle principal)
- 2023 : American Horror Story: Delicate : Cora (saison 12, rôle récurrent)

## Théâtre
- Kenneth Lonergan, This is Our Youth, 2014